# شارلس ديسيلس
شارلس ديسيلس (بالهولندية: Charles Dissels)‏ (21 ديسمبر 1984 بأمستردام في هولندا - ) هو لاعب كرة قدم هولندي في مركز الهجوم. لعب مع سبارتا روتردام ونادي فولندام ونادي كامبور والمير سيتي.

## روابط خارجية
- شارلس ديسيلس على موقع قاعدة بيانات كرة القدم.إي يو (الإنجليزية)